# 木星ピケットライン
『木星ピケットライン』（もくせいピケットライン）は、浅利義遠（現・あさりよしとお）の漫画作品。

## 概要
事実上のデビュー作。24ページの読み切りで、高校三年時の応募作品である。小学館の漫画雑誌「週刊少年サンデー」1981年1号に掲載された。のちに続編も書かれている。
本作は、あさりの道立滝川高等学校在学中に、自宅ではもとより、昼休み、放課後に及んでまでも描き続け、応募締め切り当日の夜遅く、同市内郵便局での消印に「速達郵便」として、間に合わせたものである。
本作品は、その応募に於いて、当時の審査員であった藤子不二雄（※当時は名義分裂前により、AかFかは不明）から好評価を得た。

## 内容
直径3500kmという月ほどの直径を持つ謎の遊星が突如として太陽系外から襲来し、木星をかすめて地球に衝突してくるというので、主人公の変態少年山本五十六らは密命を受けて魚骨型宇宙船「ホネバカリー」で出撃し、木星軌道で怪天体を食い止めんとする。しかしその天体は木星より遥かに質量が大きく木星を逆に吸収しつつあり、木星の爆発(核融合反応か？)でもとめられないと船内コンピュータは判断する。……というとシリアスSF作品っぽいが、内容はパロディに満ちた純然たるギャグ・ブラックユーモア作品である。
宇宙船の名前は「ホネバカリー」、目的地は木星附近、そして宇宙船の船長の名前はデビッド・ボードマン、宇宙船に搭載されたコンピュータは日本ICBM社製の「春」1000……という設定は、SF映画の『2001年宇宙の旅』のパロディになっている。